# 莫華倫
莫華倫，BBS，MH（1958年10月31日—），祖籍廣東珠海會同村，香港男高音歌唱家，中国三大男高音”之一，香港歌劇院创始人兼藝術總監，澳門國際音樂節藝術總監。曾獲得“義大利團結之星騎士勳章”、“法國藝術騎士勳章”。
莫华伦為香港開埠初期太古洋行莫仕揚家族家族成員，莫慶義醫生之子。7歲隨父母移民香港，後移居美國，近年回流香港。莫華倫是夏威夷大學學士、紐約曼哈頓音樂學院音樂碩士，掌握多種語言。1987年在柏林德意志歌劇院初度登台，曾飾演50多個角色，亦灌錄了很多唱片，近年亦涉足音樂製作。由2000年起擔任澳門國際音樂節總監以及港澳多個歌唱團的指揮、顧問等。

## 生平
莫华伦為香港開埠初期太古洋行莫仕揚家族家族成員。莫华伦的祖父是港英时期的大律师莫应溎，曾参与香港基本法的起草。莫华伦的父亲是莫慶義醫生。
莫華倫生於北京，七歲隨父母前往香港，十歲移居美國夏威夷，目前居住在香港。
莫華倫先後獲得美國夏威夷大學音樂學士學位、美國曼哈頓音樂學院碩士學位。1987年考入世界十大歌劇院之一的德國柏林歌劇院，擔任首席男高音。
莫華倫曾經為Hugo、DG、BMG、Koch International及其它廠牌灌錄過四張獨唱曲選輯、一張二重唱選輯及五套歌劇，他亦經常在世界各地的電視與廣播節目中演唱。2004年11月，莫華倫正式簽約內地著名音樂公司正大國際音樂製作中心以及資深演出公司中國國際文化藝術公司，2005年推出中國首張古典跨界雙專輯《雙峰對峙 二水分流》，榮獲2005年第五屆中國金唱片獎最佳美聲男演員獎。
2007年，莫華倫在人民大會堂上演兩場音樂會，與劉歡、廖昌永合作獻上“三大美聲震撼逍遙音樂會”。同年聖誕夜，與“古典時尚”組合共同演出“非你莫屬跨界音樂會”。
近幾年間，莫華倫始終活躍在國內外歌劇舞臺上，除演唱外，他還從事歌劇製作及音樂演出策劃。他曾與上海歌劇院、國家大劇院多次合作製作歌劇。從2000年起，莫華倫應澳門政府的邀請，成為澳門國際藝術節的藝術總監，至今已成功舉辦了十屆，他非常成功地將澳門國際藝術節推到了一個嶄新的國際化高度。莫華倫還在香港政府的支持下製作了多場音樂會，2003年他創辦了香港第一家歌劇院，並出任藝術總監至今，在此期間製作了大量經典歌劇。
2009年10月，他在由張藝謀執導的大型觀景歌劇《圖蘭朵》中擔任男主角，首次將《圖蘭朵》搬入超大規模戶外體育場，開創了歌劇觀眾數量之最，並且將中國元素與現代科技巧妙融合，為歌劇製作開闢了新的空間。2009年11月莫華倫帶領香港歌劇院與國家大劇院及挪威歌劇院聯合制作歌劇《魔笛》，新版《魔笛》加入了很多中國文化符號，使歌劇更加貼近中國觀眾。
2010年10月31日，中國2010年上海世博會閉幕式文藝演出的開場節目，中國三大男高音歌唱家莫華倫、魏松、戴玉強共同唱響上海世博會中文主題歌《致世博》，而这三位歌唱家近年来常以“中国三大男高音”的组合形式合作。

## 合作歌剧院
他曾合作過的世界著名歌劇院包括：法國巴黎歌劇院、法國尼斯歌劇院、法國里昂歌劇院、義大利羅馬歌劇院、阿根廷科隆劇院、荷蘭國家歌劇院、德國萊比錫歌劇院、丹麥皇家歌劇院、澳洲悉尼歌劇院、義大利博洛尼亞市立歌劇院、葡萄牙國家聖卡羅歌劇院、美國西雅圖歌劇院、俄羅斯國家大劇院、波蘭華沙國家大劇院、義大利巴勒摩歌劇院、義大利卡利亞里大劇院、西班牙畢爾巴歐歌劇院、馬羅卡的帕瑪歌劇院、法國南西歌劇院、挪威伯根歌劇院、拉脫維亞國家歌劇院、立陶宛國家歌劇院、夏威夷歌劇院、中央歌劇院、上海歌劇院、新加坡歌劇院等。他曾在紐約卡奈基音樂廳、倫敦皇家阿爾伯特音樂廳、柏林愛樂音樂大廳及東京三得利音樂廳、韓國首爾藝術中心、佛羅里達歌劇院以及布拉格、蘇黎士等地的多個世界著名音樂廳獻藝。

## 合作乐团
莫華倫亦常受邀於世界各大城市舉辦獨唱音樂會。他曾經合作過的世界知名樂團包括：柏林廣播交響樂團、柏林交響樂團、萊比錫廣播交響樂團、聖馬丁學會管弦樂團、紐約歌劇院管弦樂團、俄羅斯愛樂樂團、布拉格交響樂團、葡萄牙愛樂樂團、西雅圖交響樂團、火奴魯魯交響樂團、伯根愛樂樂團、立陶宛國立交響樂團、香港愛樂樂團、中國愛樂樂團、上海交響樂團、臺灣國家音樂廳交響樂團、國立臺灣交響樂團等。他曾經參與過貝多芬第九交響曲《合唱》、韓德爾神劇《彌賽亞》與《耶弗他》、海頓神劇《創世紀》、馬勒《大地之歌》及《第八交響曲“千人”》、莫札特《安魂曲》、羅西尼《聖母悼歌》、威爾第《安魂曲》及其它作品的演出。他曾合作的世界知名指揮傢包括辛諾波里、馬利納、羅培茲·柯博斯、霍格伍、懷斯、奎勒、帕隆博及歐爾米等。

## 出席艺术节
莫華倫經常出席各類國際重要的藝術節，包括：維也納藝術節、德國威斯巴登藝術節、希臘藝術節、義大利馬提那凡卡藝術節、法國馬丁藝術節、里加歌劇藝術節、立陶宛藝術節、漢城藝術中心歌劇節、北京音樂節、上海國際藝術節、新加坡藝術節、香港藝術節、臺灣藝術節等。曾在澳門國際藝術節中扮演《化妝舞會》中的李嘉度，獨唱威爾第的《安魂曲》；曾在六十餘部歌劇中擔當男主角，包括：《茶花女》中的阿爾弗萊德、《卡門》中的唐·荷塞、《圖蘭朵》的卡拉夫、《阿依達》的拉達米斯、《弄臣》的公爵、《波西米亞人》中的魯道夫、《羅密歐與茱麗葉》中的羅密歐等。

## 音乐贡献
莫華倫一直致力於推廣歌劇及古典音樂，他站在世界舞臺上展現華人歌唱家的風采，獲得國際專業領域的專業認可。同時，他為西方歌劇引入中國做出了巨大貢獻，並且在中外音樂交流方面發揮出舉足輕重的作用。2008年他先後獲得義大利政府授予的 “義大利團結之星騎士勳章”，以及法國政府授予的“法國藝術騎士勳章”，以表彰他對於中意、中法文化交流所做出的傑出貢獻。
莫華倫认为香港政府應該更加重视艺术教育。而且他認為香港年輕歌劇演員可以考慮北上的機會，因為歌剧方面，仅大湾区内就有近二十个剧场可以让港人参与，他認為香港政府应该给一些基金，帮助年轻人北上就业。

## 政治參與、選舉經歷
莫華倫於2016年參與第六屆香港行政長官選舉委員會選舉體育，演藝，文化及出版界內的文化小組選舉，與汪明荃、高志森等人組成「文化共融」十五人名單。結果以546票當選；2021年香港選舉委員會界別分組選舉，他轉換界別，以海联会港區理事參選有關全國性團體香港成員的代表，自動當選。
2019年6月30日，莫華倫出席「撐警隊、護法治、保安寧」民間聲援集會，並為集會領唱名曲《獅子山下》。
2019年11月23日，即2019年香港區議會選舉前一日，中華人民共和國外交部駐香港特別行政區特派員公署Facebook專頁上載了一條由40多位藝人拍攝的片段，內容主要目的是呼籲用選票向暴力說不，莫華倫為其中一員。
2020年5月，莫华伦作为文化界的代表参与发起“香港再出發大聯盟”。他支持国家“一国两制”的创举，给了香港充分的自由，又兼顾了安全。他批评部分香港年轻人却还不懂得爱自己的国家，不珍惜现在的生活环境，追根溯源，莫华伦认为香港教育失格和传媒洗脑，难辞其咎，同時他亦參與支持香港國家安全法的聯署（然而，文藝界聯署其後被揭發造假，張寶華、蔣志光、徐熙媛、李巧靈矢口否認參與有關聯署，陳汝騫於2019年與世長辭）。

## 逸事
在1993年歡樂滿東華慈善晚會上，一曲《啊！我的太陽》竟然震爆玻璃杯，令他在香港出名。
其於2020年3月至4月期間在泰國感染2019冠狀病毒病，入院後送往深切治療部救治，经过治疗後接受當地病毒檢測呈陰性反應，遂出院乘飛機返回香港。他在4月12日抵達香港後於亞洲博覽館接受病毒檢測，結果呈陽性反應，其後被送往東區醫院治疗，并于4月24日出院。

## 電視節目（TVB）
- 2023年：《香港同胞慶祝中華人民共和國成立七十四周年文藝晚會》[14]

## 廣告
- 2010年 自家烏冬

## 外部連結
- 官方網站（页面存档备份，存于）
- 新浪博客（页面存档备份，存于）
- 搜狐博客（页面存档备份，存于）
- 莫華倫演唱片段（页面存档备份，存于）
- 莫華倫祖孫三代回鄉